# Cephalops rotundipennis
Cephalops rotundipennis är en tvåvingeart som beskrevs av Grimshaw 1901. Cephalops rotundipennis ingår i släktet Cephalops och familjen ögonflugor.
Artens utbredningsområde är Hawaii. Inga underarter finns listade i Catalogue of Life.